# Oasis Group
Oasis Group — итальянская мебельная компания по производству дизайнерской мебели и предметов интерьера, существующая с 1908 года. Компания работает на рынках 25 стран мира, в том числе в России, Великобритании, Китае, Германии, Франции, Швейцарии, Бельгии, Соединенных Штатов Америки.

## История
Итальянская фабрика «Oasis» была основана в 1908 году в городе Порденоне Флориано Куаиа, который открыл там свою первую столярную мастерскую. Позднее его сын, Бернардо Куаиа, расширяет производство и, начиная с 1945 года, мастерская выпускает первые образцы декоративной мебели.
В 1972 году сын Бернардо, Франческо, начинает строить завод и создает фамильный бренд «Arredamenti Quaia», руководит которым совместно со своим братом Флориано.
В 1980 году фабрика «Arredamenti Quaia» впервые принимает участие в выставке «Salone del mobile» в Милане, которое становится поворотным событием в истории компании.
В 1984 году Франческо Куаиа основывает бренд «Oasis», под которым начинает производить мебель для ванных комнат, которая впоследствии станет основным направлением производства компании.
В начале 2000-х годов в компании стали работать дети Франческо: Лоренцо, Федерика и Франческа, которые начали проводить масштабные изменения в компании.
В 2005 году открывается первое международное представительство компании в Москве.
В 2013 году открывает официальные представительства в Лондоне и Гонконге.
В 2016 году в качестве эксклюзивной витрины для своих коллекций «Oasis» выбирает известный исторический книжный магазин «Libreria Bocca» в галерее «Vittorio Emanuele II» в Милане. В этом же году принимает участие в Международной мебельной выставке Salone del Mobile Milano .
В 2018 году на выставке «Миланский мебельный салон» «Oasis» представляет свою мраморную коллекцию, а также первый выпуск журнала «Oasis World», где рассказывает о философии компании на мировых рынках.
Бренд «Oasis» становится популярным на китайском рынке, где в Шанхае открывается очередной шоу-рум.

## Стили
«Oasis» работает в различных художественных стилях: «Гламур», «Современный», «Прованс», «Гранж» или «Лофт», «Неоклассика», но чаще всего в стиле «Арт-Деко», который окончательно сформировался благодаря сотрудничеству с дизайнерами Массимилиано Раджи, Эльзе Скиапарелли, Джо Понти и Франко Альбини.

## Коллекции «Oasis»
- Rialto;
- Daphne;
- Lutetia;
- Rivoli;
- Academy;
- Riviere;
- Ready;
- Origine;
- Esprit;
- Frame;
- Passepartout;
- Crystal;
- Manhattan.[12]